# Аим (посёлок)
Аи́м (узб. Oyim / Ойим) — посёлок городского типа, расположенный на территории Джалалкудукского района Андижанской области Республики Узбекистан.
В 1929-1959 годах был центром Аимского района.
Статус посёлка городского типа с 2009 года.